# Sagediopsis fissurisedens
Sagediopsis fissurisedens är en lavart som beskrevs av Joseph Hafellner. 
Sagediopsis fissurisedens ingår i släktet Sagediopsis och familjen Adelococcaceae. Arten är reproducerande i Sverige.